# Kampung Paku
Kampung Paku is een bestuurslaag in het regentschap Deli Serdang van de provincie Noord-Sumatra, Indonesië. Kampung Paku telt 1502 inwoners (volkstelling 2010).